# Journal Club
Als Journal Club wird im akademischen Bereich ein Treffen von Wissenschaftlern bezeichnet, bei dem aktuelle wissenschaftliche Veröffentlichungen vorgestellt und kritisch diskutiert werden. Meist finden diese Diskussionen auf Ebene von Arbeitsgruppen statt und setzen sich mit den Forschungsthemen auseinander, die in der jeweiligen Gruppe bearbeitet werden.

## Begriff
Der Begriff setzt sich zusammen aus dem englischen Wort „Journal“ für Zeitschrift sowie „Club“ als Hinweis für ein regelmäßiges Treffen eines bestimmten Personenkreises. Die englische Bezeichnung hat ihren Ursprung in der Tatsache, dass wissenschaftliche Literatur fast ausschließlich in englischer Sprache publiziert wird.
Im wissenschaftlichen Umfeld werden nur Fachzeitschriften als solche angesehen, die den sogenannten Peer-Review-Prozess durchlaufen, bei dem Artikel (genannt „Paper“) erst nach grundlegender Qualitätssicherung und Begutachtung durch sogenannte Peers, d. h. renommierte Wissenschaftler auf dem jeweiligen Forschungsfeld, akzeptiert werden.

## Zielsetzung
Ziel dieser Veranstaltung ist es zum einen, sich über aktuelle Erkenntnisse im eigenen Arbeitsfeld zu informieren, und zum anderen, die kritische Auseinandersetzung mit statistischen Daten und den durchgeführten Experimenten zu trainieren. Insbesondere bei der Ausbildung des wissenschaftlichen Personals – z. B. Diplomanden und Doktoranden – wird diese Auseinandersetzung als elementare Fähigkeit angesehen. Dabei kann es Thema der Diskussion sein, ob die Schlussfolgerungen nachvollziehbar, die angegebenen Daten ausreichend und ob die Experimente dadurch reproduzierbar sind.